# Get Lucky (chanson de Daft Punk)
Pour les articles homonymes, voir Get Lucky.
Singles de Daft Punk
Derezzed
(2010) Lose Yourself to Dance
(2013)
Singles par Pharrell Williams
Blurred Lines
(2013) Feds Watching
(2013)
Get Lucky (prononcé : [ɡɛt ˈlʌki]) est le premier single extrait de l'album Random Access Memories du groupe Daft Punk, coécrit et interprété en collaboration avec Pharrell Williams et Nile Rodgers.
Avant son lancement officiel, le single Get Lucky est présenté lors du Saturday Night Live et au Coachella Festival. Acclamé par les critiques spécialisées, le titre rencontre un succès international important en se retrouvant no 1 dans de nombreux pays durant l'été 2013, et remporte deux Grammy Awards l'année suivante.

## Représentations
La seule représentation live de la chanson par Daft Punk, Pharrell Williams, Nile Rodgers et tous les musiciens présents sur l'enregistrement original, accompagnés également par Stevie Wonder, a lieu lors de la 56e cérémonie des Grammy Awards au Staples Center de Los Angeles le 26 janvier 2014. Il s'agit en fait d'un mashup avec d'autres chansons du duo de musique électronique (Harder, Better, Faster, Stronger, Lose Yourself to Dance et Around the World), du groupe Chic de Rodgers (Le Freak) ainsi que de Wonder (Another Star). Get Lucky remporte lors de cette cérémonie deux récompenses : « enregistrement de l'année » et « meilleur duo pop/performance de groupe ».
Le 7 février 2014, les Chœurs de l'Armée rouge interprètent le titre lors la cérémonie d'ouverture des Jeux olympiques d'hiver de Sotchi en Russie.
Le 14 juillet 2017, la fanfare interarmées reprend plusieurs chansons de Daft Punk, dont Get Lucky, en fin du traditionnel défilé militaire sur les Champs-Élysées, devant le président de la République Emmanuel Macron et son homologue américain Donald Trump.

## Production
Daft Punk rencontre pour la première fois Nile Rodgers à New York en 2001, lors d'une présentation de l'album Discovery. Une complicité naît rapidement entre eux. Le duo reconnaît d'ailleurs l'influence du groupe Chic (dont Nile Rodgers est un des membres fondateurs) dans la chanson Around the World, et ont un profond respect pour cet artiste. La collaboration n'a cependant pas été immédiate, à cause notamment de problèmes de calendriers respectifs. Le duo invite finalement Rodgers à venir enregistrer au Electric Lady Studios, qui est le studio dans lequel le groupe Chic enregistra son premier album.
Pharrell Williams entend parler pour la première fois du projet de Daft Punk à une fête organisée par Madonna, et propose alors au duo sa collaboration. Le duo et Pharrell se rencontrent plus tard à Paris, où ce dernier présente une partie de son propre travail. Pharrell explique alors qu'il a été influencé par Nile Rodgers, sans savoir que Daft Punk avait déjà enregistré avec ce dernier. Après avoir entendu Get Lucky, Pharrell fait remarquer que la musique évoque une île exotique durant un lever de soleil. Il précise que le titre ne se réfère pas seulement à l'acte sexuel, mais également à la rencontre, et à la connexion immédiate entre les personnes.
Get Lucky est présenté en public pour la première fois au Saturday Night Live pendant un spot de quinze secondes. Rodgers annonce sa collaboration avec le duo peu de temps après, et note qu'un certain nombre de remix par des fans circulaient déjà sur Internet.

## Composition
Get Lucky est écrit en si dorien. Il suit la progression harmonique Sim7–Ré–Fam7–Mi.
Get Lucky semble s'inspirer du thème Preskovic (premiers accords) pour Le père Noël est une ordure écrit par Vladimir Cosma, titre qui ressemble beaucoup à Fade to Grey du groupe Visage.

## Interprètes
- Daft Punk – voix, synthétiseurs, claviers, guitare, production, concept, direction artistique
- Nile Rodgers – guitare
- Pharrell Williams – chant
- Omar Hakim – batterie
- Nathan East – basse
- Paul Jackson, Jr. – guitare
- Chris Caswell – claviers

## Clip vidéo
Dans le clip, les quatre artistes apparaissent vêtus d'une veste de smoking à paillettes, d'une chemise et d'une cravate noires : un look conçu par le créateur Hedi Slimane, alors à la tête de la maison Yves Saint Laurent.

## Reprises
La chanson est reprise en 2014 par "Weird Al" Yankovic dans NOW That's What I Call Polka!

## RemixEvolution of Get Lucky
En juin 2013, l'auteur-compositeur PV Nova a effectué un remix de la chanson intitulé Evolution of Get Lucky, qui a la particularité d'être un enchainement de onze versions couvrant chacune une décennie et un style musical de la période 1920 à 2020 : on y retrouve une version jazz, rock, swing, folk, blues, funk, dance ou encore new wave… Cette vidéo, en plus d'avoir fait la une de la presse française,,, a fait le tour du monde de la presse étrangère,,,.

## Liste des pistes
| 1. | Get Lucky (featuring Pharrell Williams) (Version radio) | 4:08 |

| A1. | Get Lucky (featuring Pharrell Williams) (Daft Punk Remix) | 10:31 |
| B1. | Get Lucky (featuring Pharrell Williams) (Version album)   | 6:07  |
| B2. | Get Lucky (featuring Pharrell Williams) (Version radio)   | 4:08  |

## Classements et certifications
| Classement (2013)                       | Meilleure position |
| --------------------------------------- | ------------------ |
| Afrique du Sud (Airplay Chart)          | 1                  |
| Allemagne (Media Control AG)            | 1                  |
| Australie (ARIA)                        | 1                  |
| Autriche (Ö3 Austria Top 40)            | 1                  |
| Belgique (Flandre Ultratop 50 Singles)  | 1                  |
| Belgique (Wallonie Ultratop 50 Singles) | 1                  |
| Canada (Hot 100)                        | 2                  |
| Colombie (National-Report)              | 13                 |
| Corée du Sud (GAON Download Chart)      | 2                  |
| Costa Rica (Top 40)                     | 1                  |
| Danemark (Tracklisten)                  | 1                  |
| Écosse (OCC)                            | 1                  |
| Espagne (PROMUSICAE)                    | 1                  |
| États-Unis (Dance/Electronic Songs)     | 1                  |
| États-Unis (Digital Songs)              | 4                  |
| États-Unis (Hot 100)                    | 2                  |
| États-Unis (Dance Club Songs)           | 1                  |
| États-Unis (Pop Airplay)                | 2                  |
| États-Unis (Adult Contemporary)         | 18                 |
| États-Unis (Adult Pop Songs)            | 8                  |
| Europe (Euro Digital Songs)             | 1                  |
| Finlande (Suomen virallinen lista)      | 2                  |
| France (Club 40)                        | 6                  |
| France (SNEP)                           | 1                  |
| Grèce (Digital Songs)                   | 1                  |
| Hongrie (Dance Top 100)                 | 1                  |
| Hongrie (Rádiós Top 100)                | 1                  |
| Irlande (IRMA)                          | 1                  |
| Islande (Tónlist)                       | 1                  |
| Israël (Media Forest)                   | 1                  |
| Italie (FIMI)                           | 1                  |
| Japon (Hot 100)                         | 6                  |
| Liban (Lebanese Top 20)                 | 1                  |
| Luxembourg (Digital Songs)              | 1                  |
| Mexique (Mexico Ingles Airplay)         | 1                  |
| Mexique (Monitor Latino)                | 7                  |
| Norvège (VG-lista)                      | 2                  |
| Nouvelle-Zélande (RMNZ)                 | 2                  |
| Pays-Bas (Nederlandse Top 40)           | 2                  |
| Pays-Bas (Single Top 100)               | 2                  |
| Pologne (Classements Singles)           | 1                  |
| Pologne (Dance Top 50)                  | 1                  |
| Pologne (Top Airplay)                   | 2                  |
| Portugal (Digital Songs)                | 1                  |
| République tchèque (Radio Top 100)      | 3                  |
| Roumanie (Top 100)                      | 10                 |
| Royaume-Uni (UK Dance Chart)            | 1                  |
| Royaume-Uni (UK Singles Chart)          | 1                  |
| Russie (Airplay Top Hit 100)            | 1                  |
| Slovaquie (IFPI Rádio)                  | 1                  |
| Suède (Sverigetopplistan)               | 2                  |
| Suisse (Schweizer Hitparade)            | 1                  |
| Ukraine (Airplay Top 40)                | 4                  |
| Venezuela (Record Report)               | 1                  |

| Classement (2013)            | Position |
| ---------------------------- | -------- |
| Australie                    | 7        |
| Autriche                     | 13       |
| Belgique (Flandre)           | 2        |
| Belgique (Wallonie)          | 3        |
| Canada                       | 6        |
| États-Unis (Hot 100)         | 14       |
| États-Unis (Pop Songs)       | 18       |
| Hongrie                      | 4        |
| Israël                       | 1        |
| Nouvelle-Zélande             | 9        |
| Pays-Bas (Top 40)            | 5        |
| Pays-Bas (Top 100)           | 3        |
| Royaume-Uni                  | 2        |
| Suisse (Schweizer Hitparade) | 3        |

| Classement          | Position |
| ------------------- | -------- |
| Belgique (Wallonie) | 42       |
| Finlande            | 85       |
| Pays-Bas (Top 40)   | 65       |
| Pays-Bas (Top 100)  | 68       |

### Certifications
| Pays                    | Certification | Date             | Ventes    |
| ----------------------- | ------------- | ---------------- | --------- |
| Allemagne (BVMI)        | 3 × Or        | 2013             | 450 000   |
| Australie (ARIA)        | 5 × Platine   | 2013             | 350 000   |
| Autriche (IFPI)         | Platine       | 20 novembre 2013 | 30 000    |
| Belgique (Flandre BEA)  | Platine       | 14 juin 2013     | 30 000    |
| Belgique (Wallonie BEA) | Platine       | 14 juin 2013     | 30 000    |
| Danemark (IFPI)         | 3 × Platine   | 5 septembre 2013 | 90 000    |
| Espagne (Promusicae)    | Or            | 2013             | 20 000    |
| États-Unis (RIAA)       | 3 × Platine   | 28 août 2013     | 3 000 000 |
| France (SNEP)           | Diamant       | 2013             | 250 000   |
| Italie (FIMI)           | 2 × Platine   | 2013             | 60 000    |
| Mexique (Amprofon)      | Platine       | 3 juillet 2013   | 60 000    |
| Norvège (IFPI)          | 2 × Platine   | 2013             | 20 000    |
| Nouvelle-Zélande (RMNZ) | 2 × Platine   | 12 août 2013     | 30 000    |
| Royaume-Uni (BPI)       | 2 × Platine   | 23 août 2013     | 1 308 007 |
| Suède (GLF)             | 2 × Platine   | 6 septembre 2013 | 80 000    |
| Suisse (IFPI)           | 2 × Platine   | 2013             | 60 000    |